# کرینیسوس (رود)
رود کرینیسوس (به انگلیسی: Crinisus) رودی است که در ایتالیا جریان دارد.